# Club de Fútbol Asturias
El Club de Fútbol Asturias fue un equipo de fútbol que jugó en la Liga Mayor de Fútbol y que tuvo como sede la  Ciudad de México.
Al coronarse en la temporada 1922-1923, el Asturias se convirtió en el primer campeón del fútbol mexicano, luego de la fundación de la Femexfut en 1922 y la organización del Campeonato de Liga.
Aparte de ostentar el honor de ser el primer campeón de liga de México, el Asturias conserva la marca como el mayor ganador de torneos de Copa hasta la actualidad, con 8 títulos, esto claro considerando todos los certámenes coperos organizados en México.

## Historia

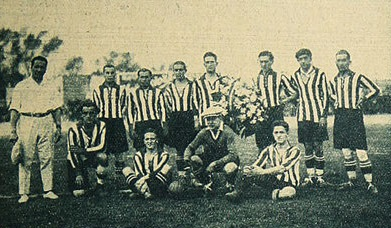
Equipo Asturias que jugó contra Colo-Colo de Chile en 1927.

El "Centro Asturiano de México" nace el 7 de febrero de 1918, cuando un grupo de asturianos, encabezados por José Menéndez Aleu, Ángel H. Díaz y Antonio Martínez Cuétara se reúnen para fundar el club en la  Ciudad de México.
La idea principal para la creación del Club, fue hacer un equipo de fútbol que unificara a todos los españoles que habían emigrado de Asturias a México, es así que el equipo inmediatamente inicia su participación en actividades deportivas en el mismo año de su fundación 1918.
A mediados de julio de 1918, el equipo intenta entrar a la Liga Amateur que en ese entonces era jugada solo por equipos de la  Ciudad de México y se le conocía como "Liga Mexicana Amateur de Asociación Foot-Ball". La liga le pidió jugar tres partidos contra rivales pertenecientes a la Asociación; para ello el Asturias planeó encuentros ante el Germania, el América y el Tigres de México. Lograría vencer al Germania 3-0 y al Tigres 1-0, mientras que con el América empató a 3, sin embargo su solicitud fue rechazada, por lo que el club decide formar su propia liga llamada "Unión Nacional de Association Foot-Ball".
La liga se jugaba en el campo Asturias construido en Paseo de la Reforma, en la  Ciudad de México. Se permitía el paso gratuito para observar los partidos lo que afectó las entradas a los partidos de la Liga Mexicana, por lo que decidieron aceptar al club en la temporada 1919. En 1920 se contrata como director técnico al escocés Gerald Brown, y el equipo logra ganar su primera copa, la Copa Covadonga. Para 1921, el equipo de fútbol de liga profesional queda como sección deportiva del Centro Asturiano.
El Asturias sería campeón de la I edición Liga en la temporada 1922-23 por delante del Germania FV y el América, en la temporada 1938-39 por delante del Euskadi y del España y en la I edición profesional de la temporada 1943-44 por delante del España y del Moctezuma, además de obtener la Copa en diversas oportunidades. El Asturias campeón de la temporada 1943-44 alineó regularmente a Ángel "Pulques" León, Juan Delfín Rodríguez, Roberto "Negro" Suárez, Ignacio Cabezón, Pedro Regueiro, Raúl Santizo, Tomás Regueiro, Salvador Arizmendi, Ismael "Vasco" Zabaleta, José Miguel Noguera, José Bernardino Menéndez, Francisco Fandiño, José Soto, Tomás Ordóñez, Ricardo Gómez, Roberto Aballay y Mario Scavone.
Al Asturias se le conoció como el equipo de "La Casona"; fue bautizado así porque su sede, que se encontraba en la esquina de Orizaba y Puebla en la Colonia Roma, era una casona imponente.

## Estadio
El 1 de marzo de 1936, siendo presidente José Díaz Bernardo, se inaugura el Campo Asturias. Con un partido entre el Asturias y el Botafogo de Brasil. Este estadio, con capacidad para 25,000 espectadores, marcó toda una época en el deporte en México. Fue construido en la hoy llamada Calzada de Chabacano.
El Parque Asturias era un complejo deportivo que contaba con tres campos de fútbol, seis canchas de voleibol, tres con duela de madera y tres con tarmac, alberca olímpica y fosa de clavados, cuatro boleras, doce mesas de tenis (10 de arcilla y 2 sintéticas), seis frontones, cuatro canchas de squash, tres gimnasios, tres canchas de basquetbol, tres restoranes, mesas de boliche, salas tipo cine y extensas áreas verdes. Celebraba varias fiestas al año, entre ellas las conocidas como Romerías, de Covadonga, en septiembre, del Socio (la más grande), en octubre y la Jira Asturiana en abril.
El 29 de marzo de 1939, en un encuentro muy importante entre el Necaxa y el local Asturias, las gradas de madera del inmueble fueron incendiadas por aficionados necaxistas debido a que ellos alegaban un error arbitral en contra de los rojiblancos; las llamas se propagaron, dejando al estadio reducido a cenizas.
Después de su demolición en 1963, en ese mismo terreno se construyó la tienda Comercial Mexicana Asturias, entre la calzada Chabacano y la calle José Antonio Torres, en la colonia Asturias en la Demarcación Cuauhtémoc.

### Inauguración del Parque Asturias
Fecha: domingo 1 de marzo de 1936

Árbitro: A. Fernández

Resultado: Club Asturias 4 - Botafogo 2

Anotaciones: Ruiz 30', 79'; Frade 67', Argüelles 86' (Asturias) / Leite 49' y 59' (Botafogo)

Alineaciones:

ASTURIAS: Alfonso Riestra; Benjamín Alonso y José Ramón Ballina; Baca, Sergio Alonso y Justo Sansebastián; Fernando García Frade, Francisco Argüelles, Efraín Ruiz, Donato Alonso y Antonio Huitt.
BOTAFOGO: Aymoré Morera; Otacilio y A. López Concado "Nariz"; Alphonso de Silva "Alfonsinho", Zeccone "Martim" Silveira y Heitor Canale; Russo, Leónidas da Silva, Carvalho Leite, Álvaro y Rodolfo Barteczko "Patesko".

## Palmarés

### Época amateur
| Competición nacional                          | Títulos                                     | Subcampeonatos                     |
| --------------------------------------------- | ------------------------------------------- | ---------------------------------- |
| Campeonato de Primera Fuerza/Liga Mayor (2/4) | 1922-23, 1938-39                            | 1925-26, 1927-28, 1933-34, 1937-38 |
| Copa México (5/1)                             | 1933-34, 1936-37, 1938-39, 1939-40, 1940-41 | 1935-36                            |
| Copa Tower (1/1)                              | 1921-22                                     | 1919-20                            |
| Copa Eliminatoria (2/2)                       | 1922-23, 1923-24                            | 1925-26, 1927-28                   |

### Época profesional
| Competición nacional             | Títulos | Subcampeonatos |
| -------------------------------- | ------- | -------------- |
| Primera División de México (1/0) | 1943-44 |                |
| Campeón de Campeones (0/1)       |         | 1943-44        |

### Campeones de goleo
- 1933-1934:  José Pacheco con 12 goles
- 1937-1938:  Efraín Ruiz con 13 goles
- 1944-1945:  Roberto Aballay, con 40 goles

### Otros jugadores
- 1939-1942:  Luis Regueiro
- 1943-1945:  José Miguel Noguera
- 1936-1939:   Carlos Laviada
- 1945-1950:   Carlos Iturralde Rivero